# Eratsun
Eratsun è un comune spagnolo di 173 abitanti situato nella comunità autonoma della Navarra.

## Storia

### Simboli
Nello scudo è raffigurata una trota poiché il territorio comunale è attraversato da numerosi torrenti che alimentano il fiume Ezcurra, dove questi pesci sono molto abbondanti.